# Koemanië
De naam Koemanië (Turks: Deşt-i Kıpçak; Latijn: Cumania) is een Latijns exoniem voor de Turkstalige Koeman-Kiptsjak confederatie. Hieruit volgde een kanaat in het westelijke deel van de Euraziatische steppen tussen 1000 en 1220.

## Religie
Begin dertiende eeuw werden er pogingen ondernomen om de Koemanen te bekeren tot het Rooms-katholieke kerk. In 1227 bekeerden de Koemaanse leider Bortz en zijn zoon Membrok zich tot het katholicisme. Door deze bekeringen werd bisschop Robert van Esztergom door de paus aangesteld om de rest van het volk te bekeren. De christelijke missies in het gebied hebben de Mongoolse invasies overleefd, want in 1287 leefde de franciscaanse missie nog volop door de aanwezigheid van een kerk en gasthuis in Caffa.

## Bekende personen
Elisabeth van Koemanië (ca. 1240 - ca. 1290); zij trouwde met Stefanus V uit het huis Arpad koning van Hongarije (tussen 1230 en 1240 - 1272) 